# Gastón Sauro
Gastón Jorge Sauro (Rosario, 23 de febrero de 1990) es un futbolista argentino que se desempeña en la posición de defensor central.

## Trayectoria

### Categorías inferiores
Surgió de las divisiones inferiores de Newells Old Boys.

### Boca Juniors
Debutó en un partido amistoso contra San Lorenzo de Almagro, y en ese torneo de verano también jugó contra Independiente y River Plate, sin perder ninguno de los 3 y cumpliendo buenas actuaciones. Su debut oficial se produjo el 12 de abril de 2009, por la 9ª fecha del Clausura, frente a Estudiantes de La Plata (derrota 1-0, gol convertido por Gastón Fernández de tiro libre). Ese torneo disputó 5 encuentros. En la siguiente temporada, la 2009-10, vuelve a participar en 5 partidos, todos en el primer semestre. En la temporada 2010/11, con la llegada de Matías Caruzzo, Juan Insaurralde y Chiristian Cellay, Sauro queda relegado, y apenas disputa 3 partidos.
Durante el segundo semestre de la temporada 2011-12, con Boca disputando 3 competencias al mismo tiempo, Julio César Falcioni se ve obligado a rotar, y Sauro participó en 6 encuentros, marcando incluso un gol (el único en Primera) en la derrota frente All Boys por 3 a 1. Este encuentro, también fue su despedida con la camiseta xeneize.
En total, jugó 19 partidos, 16 como titular, y marcó 1 gol.

### Basel
El 24 de junio de 2012, Boca Juniors le vende el 80% de su pase al FC Basel de Suiza, por 1,2 millones de euros. Ya en el Basel, el 26 de septiembre el defensor argentino consigue su primer gol en el fútbol suizo, al convertir para Basilea, que derrotó por 4-1 a Sion, en partido correspondiente a la décima fecha de la Super Liga de fútbol. Durante la temporada 2012-13, su primera en el fútbol europeo, Sauro disputa 29 encuentros, de los cuales es titular en 25, y concreta un tanto.

### Catania
El 18 de agosto de 2014, FC Basel lo cede a préstamo con opción a compra al equipo Calcio Catania de la Serie B de Italia. El 28 de octubre de 2014 por la fecha 11 en el Estadio Angelo Massimino, marca su primer gol en Calcio Catania en la victoria por 5-1 sobre Virtus Entella convirtiendo el 3-1 parcial al minuto 88, tras un córner ejecutado por Marcelo Leite Pereira.

### Columbus Crew
El 5 de agosto de 2015 Gastón firma en el Columbus Crew de la MLS en Estados Unidos. El 2 de marzo de 2019, por la fecha 1 en el Mapfre Stadium, marca su primer gol en la MLS en el empate 1-1 con New York Red Bulls convirtiendo el empate al minuto 41 tras un córner ejecutado por Federico Higuaín.
El 16 de marzo de 2019, por la fecha 3 nuevamente en el Mapfre Stadium, marca su segundo gol en la victoria por 1-0 frente al FC Dallas convirtiendo el gol de la victoria en el minuto 10 tras un córner ejecutado por Pedro Miguel Martins Santos.

## Selección argentina
Fue partícipe del plantel que fue a la Copa Mundial de Fútbol Sub-17 de 2007. Debutó en el partido contra Costa Rica donde consiguió anotar 2 goles en la victoria 2-0 de su selección.

## Estadísticas
| Club                            | Div.                | Temporada           | Liga  | Liga  | Copas nacionales | Copas nacionales | Torneos internacionales | Torneos internacionales | Total | Total |
| Club                            | Div.                | Temporada           | Part. | Goles | Part.            | Goles            | Part.                   | Goles                   | Part. | Goles |
| ------------------------------- | ------------------- | ------------------- | ----- | ----- | ---------------- | ---------------- | ----------------------- | ----------------------- | ----- | ----- |
| Boca Juniors Argentina          | 1.ª                 | 2009                | 5     | 0     | —                | —                | —                       | —                       | 5     | 0     |
| Boca Juniors Argentina          | 1.ª                 | 2009-10             | 5     | 0     | —                | —                | —                       | —                       | 5     | 0     |
| Boca Juniors Argentina          | 1.ª                 | 2010-11             | 3     | 0     | —                | —                | —                       | —                       | 3     | 0     |
| Boca Juniors Argentina          | 1.ª                 | 2011-12             | 2     | 1     | 3                | 0                | 1                       | 0                       | 6     | 1     |
| Boca Juniors Argentina          | Total               | Total               | 15    | 1     | 3                | 0                | 1                       | 0                       | 19    | 1     |
| FC Basel · Suiza                | 1.ª                 | 2012-13             | 16    | 1     | 5                | 0                | 10                      | 0                       | 31    | 1     |
| FC Basel · Suiza                | 1.ª                 | 2013-14             | 19    | 0     | 5                | 0                | 10                      | 1                       | 34    | 1     |
| FC Basel · Suiza                | Total               | Total               | 35    | 1     | 10               | 0                | 20                      | 1                       | 65    | 2     |
| Calcio Catania · Italia         | 2.ª                 | 2014-15             | 27    | 1     | 1                | 0                | —                       | —                       | 28    | 1     |
| Calcio Catania · Italia         | Total               | Total               | 27    | 1     | 1                | 0                | 0                       | 0                       | 28    | 1     |
| Columbus Crew SC Estados Unidos | 1.ª                 | 2015                | 8     | 0     | 0                | 0                | —                       | —                       | 8     | 0     |
| Columbus Crew SC Estados Unidos | 1.ª                 | 2016                | 13    | 0     | 0                | 0                | —                       | —                       | 13    | 0     |
| Columbus Crew SC Estados Unidos | 1.ª                 | 2018                | 9     | 0     | 1                | 0                | —                       | —                       | 10    | 0     |
| Columbus Crew SC Estados Unidos | 1.ª                 | 2019                | 15    | 2     | 2                | 0                | —                       | —                       | 17    | 2     |
| Columbus Crew SC Estados Unidos | Total               | Total               | 45    | 2     | 3                | 0                | 0                       | 0                       | 48    | 2     |
| Toluca · México                 | 1.ª                 | 2019-20             | 10    | 0     | 9                | 0                | —                       | —                       | 19    | 0     |
| Toluca · México                 | 1.ª                 | 2020-21             | 13    | 1     | 3                | 0                | —                       | —                       | 16    | 1     |
| Toluca · México                 | Total               | Total               | 23    | 1     | 12               | 0                | 0                       | 0                       | 35    | 1     |
| Sarmiento (J) Argentina         | 1.ª                 | 2022                | 24    | 0     | 11               | 0                | —                       | —                       | 35    | 0     |
| Sarmiento (J) Argentina         | Total               | Total               | 24    | 0     | 11               | 0                | 0                       | 0                       | 35    | 0     |
| Huracán Argentina               | 1.ª                 | 2023                | 11    | 0     | 1                | 0                | 7                       | 0                       | 19    | 0     |
| Huracán Argentina               | Total               | Total               | 11    | 0     | 1                | 0                | 7                       | 0                       | 19    | 0     |
| Total en su carrera             | Total en su carrera | Total en su carrera | 181   | 6     | 41               | 0                | 28                      | 1                       | 249   | 7     |
| 1. 2. 3.                        |                     |                     |       |       |                  |                  |                         |                         |       |       |

## Palmarés

### Campeonatos nacionales
| Título           | Equipo       | País      | Año     |
| ---------------- | ------------ | --------- | ------- |
| Primera División | Boca Juniors | Argentina | A-2011  |
| Copa Argentina   | Boca Juniors | Argentina | 2011-12 |
| Super Liga Suiza | FC Basel     | Suiza     | 2012-13 |
| Super Liga Suiza | FC Basel     | Suiza     | 2013-14 |